# オランダヒルズ
オランダヒルズ（英語: Holland Hills）は、東京都港区虎ノ門にある森ビルが開発した複合施設である。2004年10月15日に竣工した高層棟「オランダヒルズ森タワー」と2005年2月に竣工した低層棟「オランダヒルズ森タワープラザ」で構成されている。

## 概要
計画地に隣接する東京都水道局芝給水所の未利用容積を連担建築物設計制度によって活用し整備された。共同事業者である東京都水道局及び駐日オランダ大使館の協力の下、既存の建物を集約・高層化することなどにより生まれたオープンスペースに新たな緑を配し、駐日オランダ大使館と連続した緑豊かな景観を整備した。
地下2階と地下1階には駐車場、地上1階と2階には店舗、3階から5階と14階から24階にはオフィス、5階から13階には共同住宅「オランダヒルズ森タワーRoP」、屋上には住宅居住者及びオフィス従業員専用のルーフトップガーデンが入る。

## 交通
- 東京メトロ日比谷線 神谷町駅徒歩1分
- 都営三田線 御成門駅徒歩10分
- 東京メトロ南北線  六本木一丁目駅徒歩10分

## 周辺
- 駐日オランダ大使館
- 東京都水道局芝給水所
- 芝給水所公園
- 麻布台ヒルズ
- 国道1号
- アークヒルズ仙石山森タワー